# Böckernas värld
Böckernas värld var en litterär tidskrift som gavs ut i Sverige 1966–1971 med 7–10 nr/år. Åren 1972–1974 ingick tidskriften i Vecko-Journalen.
Böckernas värld ville vara en bred litteraturtidskrift för den allmänintresserade läsaren. Den innehöll artiklar, författarintervjuer och recensioner liksom skönlitterära bidrag. Tidskriften gavs ut av Åhlén & Åkerlunds förlag med Uno Florén som redaktör. För intervjuerna svarade oftast Gustaf-Adolf Mannberg. Florén och Mannberg hade tidigare samarbetat i den svenska versionen av tidskriften Galaxy. Andra ofta återkommande medarbetare var Allan Fagerström, Olle Hammarlund och Bertil Torekull.